# Pteropus ocularis
Pteropus ocularis är en däggdjursart som beskrevs av Peters 1867. Pteropus ocularis ingår i släktet Pteropus, och familjen flyghundar. IUCN kategoriserar arten globalt som sårbar. Inga underarter finns listade.
Denna flyghund förekommer på olika öar i centrala Moluckerna. Habitatet utgörs av ursprungliga skogar.